# 金永焕
金永焕（韓語：김영환，1963年—）是韩国人权運動家，曾經是1980年代韩国主体思想及反美运动的核心人物，1991年曾到访朝鲜，但此后开始致力于朝鲜的民主化运动。

## 早年
高中时期，金永焕梦想成为一个天主教神父，为矛盾与非理性的世界带来救赎的光芒。
1982年，金永焕进入汉城国立大学法学院就读。在校期间，他成为最早在韩国大学生中引入主体思想的人。与此同时，金永焕观看了有关光州民主化运动的视频，并下决心为推翻独裁而贡献自己的一生。
1986年，金永焕组织了被认为是韩国学生运动历史当中“第一个非法主体思想派”的救国学生联合会（朝鲜语：구국학생연맹或구학련）。由于政治活动，他被汉城国立大学开除并受到韩国警方的追捕。在逃期间，他向其他同伴写了五封信，并以“钢铁”为名，即《钢铁书信》。这些信随后被编成册子，很快为学生们提供了战斗的口号。八十年代的活动家韩箕洪（Han Ki-Hong 音译）表示：“它是使学生运动转化为反美斗争的重要文献，由于当时韩国是美国的殖民地，因此它必须通过（与朝鲜）合作从而取得解放”。由于当时许多学生因为美国支持军事独裁者全斗焕而感到遭到了背叛。1980年，全斗焕的军队在韩国南部城市光州发生的光州事件中屠杀了数百抗议者。然而在当时的韩国社会，由于美国被教导作为朝鲜战争时的救世主而应受到尊敬，发言反对美国基本上是禁忌。金永焕对此表示：“当我举起反美旗帜的时候，它在学生当中激起了强烈情感”。作为当时韩国学生运动的领导人，金永焕及其学生运动迫使时任韩国总统全斗焕做出让步，为此，金永焕曾受到监禁和虐待。
在关押了两年后，金永焕于1988年获得释放。随后，他与一名朝鲜间谍见面，并加入了朝鲜的执政党朝鲜劳动党。1989年，金永焕建立了反帝青年同盟（朝鲜语：반제청년동맹）。

## 前往朝鲜
1991年，苏联及其附属国家开始倒台，韩国也正逐步向民主制度过渡。而金永焕此时仍坚持信仰，认为朝鲜是纯洁意识形态的堡垒、照亮朝鲜半岛统一的灯塔。当年，通过平壤广播向其间谍发出的加密指示，金永焕被邀请访问北方。在违反韩国法律的情况下，金永焕秘密乘坐朝鲜派至韩国首尔西海岸的潜艇进入朝鲜，见到了他所崇拜的金日成，而现实的情况几乎将他压垮。在朝鲜期间，金永焕与金日成在其山间别墅中进行了两次会面，共历时五个半小时。此后，金永焕在接受采访时对金日成评价到：“他很合群，并擅长让他人感到自在”，“但是无论我如何尝试，都无法和他对主体思想进行严肃的讨论。最后我想明白了，这个老人对以他名字命名的意识形态并不是非常了解。他的思维仍‘石化’在二十世纪三十年代，那时他还是一个游击队员”。次年他得到了朝鲜送给他的40万美元，他以此在1992年组建了地下的民族民主革命党（민족민주혁명당或민혁당），以在韩国煽动革命为目标。。

## 转变
金永焕为期两周的访问虽然使他获得了朝鲜政府的信任，但是这也在他从韩国“主体思想追随者教父”变成平壤政权不共戴天的敌人的过程起到了关键作用。在经历了与金日成会面后，他对朝鲜极其失望。九十年代中期，随着朝鲜难民进入韩国并带来了有关大规模饥荒和古拉格监狱的传闻，他开始确信平壤政权“极其不道德”并且是“所有朝鲜人的敌人”。
1995年，金永焕开始在访谈中公开批评朝鲜。在他所创办的二月刊《时代精神》当中，他将时任朝鲜领导人金正日比作波尔布特和希特勒。最终韩国当局在击沉一艘潜艇后，在上面死去的朝鲜特工身上搜到了透露金永焕身份的电脑磁盘、胶片和笔记，并于1999年发现其组成的政党并将其解散。此时，金永焕和他的同侪愿意放弃自己旧有的政治观点并避免了在韩国反间谍法之下受到起诉。在1999年的“意识形态转变”声明当中，他说到“通过散布有关朝鲜的错误信息，我耽误了韩国和国际社会对朝鲜人权引起重视的时间。当我看到朝鲜瘦骨嶙峋的儿童时，我耻于说‘请原谅我’。” 
在民族民主革命党解体后，金永焕和1997年叛逃到韩国的朝鲜劳动党书记黄长烨见面。两人一同研究了在朝鲜发展民主的方法和纠正被朝鲜扭曲了的主体思想。

## 新的敌人
在此宣言之后，金永焕与他的原革命党同侪一同致力于打击新的敌人。他们所采用的方法部分是由原朝鲜情报官所教，即如何秘密行动。作为原学生运动的同事，金永焕的妻子帮助为活动获得资金支持。她在首尔的卫星城龙仁市开了一家皮肤保养诊所，在此，夫妻二人与两个儿子一同生活。而之前组织的成员则通过做生意来提供资金。在中国的十三年间，他组织的成员通过旅游和学生签证进行活动，直到一名朝鲜同僚在回家被捕后供出了在中国的联系人。

## 在华被捕
在中国大陸活动及被捕期间，金永焕得知中国大陸方面从朝鲜秘密警察那里获得了情报，当中华人民共和国国家安全部将其逮捕时，他们已经对他和他在中国的同事进行跟踪，截取手机短信和电子邮件达数月之久。
2012年3月29日，金永焕在遼寧大连与另外三位韩国人刘载吉（音，44岁）、姜申三（音，42岁）和李尚勇（音，32岁）一同被中華人民共和国国家安全部人员逮捕，关押在丹东拘留所。国安部称其涉嫌犯有“危害国家安全罪”。4月26日，韩国政府驻沈阳总领事馆领事与金永焕会面30分钟。在韩国政府与中華人民共和國政府交涉后，他们于同年7月被释放。

## 释放回国
2012年7月25日，金永焕在回到韩国首尔后召开了新闻发布会，宣称自己遭受了“肉体上的虐待”以及“剥夺睡眠”，并准备向国际刑事法院起诉中国政府。虽然警方指控他在中国秘密进行颠覆朝鲜政府的活动，但他对自己的志向并无隐瞒：“一个真正革命家的第一职责就是为那些最受压迫和践踏的人战斗，对我来说，那就是朝鲜人民。”
同年7月31日，朝鲜的祖国和平统一委员会发布声明批判金永焕是“丑恶的叛徒”，还表示他“与特大恐怖事件主犯——自由朝鲜之声的代表金成敏（音）、疯狂进行绑架·恐怖·阴谋事件的自由朝鲜运动联合代表朴尚学（音）、前韩国统一教育院长赵明哲（新国家党议员）都是将被处决的对象”。